# Могсенабад (Деліджан)
Могсенабад (перс. محسن اباد) — село в Ірані, у дегестані До-Дегак, у Центральному бахші, шахрестані Деліджан остану Марказі. За даними перепису 2006 року, його населення становило 0 осіб, що проживали у складі 0 сімей.

## Клімат
Середня річна температура становить 15,34 °C, середня максимальна – 34,08 °C, а середня мінімальна – -6,68 °C. Середня річна кількість опадів – 184 мм.
| Клімат поселення                              | Клімат поселення | Клімат поселення | Клімат поселення | Клімат поселення | Клімат поселення | Клімат поселення | Клімат поселення | Клімат поселення | Клімат поселення | Клімат поселення | Клімат поселення | Клімат поселення | Клімат поселення |
| Показник                                      | Січ.             | Лют.             | Бер.             | Квіт.            | Трав.            | Черв.            | Лип.             | Серп.            | Вер.             | Жовт.            | Лист.            | Груд.            |                  |
| Середній максимум, °C                         | 10,44            | 13,10            | 17,64            | 23,82            | 28,86            | 33,05            | 34,08            | 33,06            | 29,11            | 22,92            | 16,50            | 10,40            |                  |
| Середня температура, °C                       | 1,88             | 4,54             | 9,08             | 15,27            | 20,32            | 24,50            | 27,84            | 26,80            | 22,86            | 16,66            | 10,25            | 4,15             |                  |
| Середній мінімум, °C                          | −6,68            | −4,02            | 0,53             | 6,71             | 11,76            | 15,92            | 21,56            | 20,55            | 16,60            | 10,40            | 4,00             | −2,1             |                  |
| Норма опадів, мм                              | 31               | 29               | 34               | 23               | 15               | 2                | 1                | 1                | 0                | 8                | 16               | 24               |                  |
| Середньомісячна швидкість вітру, м/с          | 1.33             | 2.01             | 2.67             | 2.94             | 2.76             | 2.58             | 2.57             | 2.42             | 2.18             | 2.28             | 1.50             | 1.34             |                  |
| Середньомісячна сонячна радіація, кДж/м²·день | 9826             | 13021            | 15517            | 18848            | 22656            | 26563            | 25920            | 24353            | 21243            | 15852            | 11609            | 9453             |                  |
| --------------------------------------------- | ---------------- | ---------------- | ---------------- | ---------------- | ---------------- | ---------------- | ---------------- | ---------------- | ---------------- | ---------------- | ---------------- | ---------------- | ---------------- |
| Джерело:                                      |                  |                  |                  |                  |                  |                  |                  |                  |                  |                  |                  |                  |                  |